# Joanna (lettertype)
Joanna is een classicistisch schreeflettertype ontworpen door Eric Gill (1882-1940) in 1930-1931, en vernoemd naar een van zijn dochters.
Het lettertype is oorspronkelijk ontwikkeld voor eigen gebruik in Gills drukkerij Hague & Gill.
Eerst werd het in een kleine oplaag geproduceerd door de lettergieterij Caslon Foundry voor handzetwerk.
Het werd uiteindelijk in 1937 gelicenseerd voor publiek gebruik door Monotype lettergieterij.
Bij het ontwerpen van Joanna liet Eric Gill zich inspireren door lettertypen van Robert Granjon (1513-1589).
De onderliggende armaturen van zowel romein als cursief vertonen sterke gelijkenissen met Granjons letters, hoewel de scherpe hoekige schreven en het bescheiden contrast tussen de opgaande lijnen doen denken aan een modernistisch ontwerp.
De cursief staat met een 3° helling meer rechtop dan Granjons variant.
Joanna vertoont ook overeenkomsten met Gills eerdere lettertypen Cockerel en Perpetua.
Een meer recent ontwerp uit 1990 genaamd FF Scala ontworpen door letterontwerper Martin Majoor is vergelijkbaar in zijn geometrische eenvoud in samenhang met de classicistische vorm.

Gill koos lettertype Joanna voor het zetten van An Essay on Typography, zijn boek met gedachten over typografie, letterzetten en pagina ontwerp.